# Communauté de communes du Bouchardais
Die Communauté de communes du Bouchardais ist ein ehemaliger französischer Gemeindeverband mit der Rechtsform einer Communauté de communes im Département Indre-et-Loire in der Region Centre-Val de Loire. Sie wurde am 13. Dezember 2002 gegründet und umfasste 15 Gemeinden. Der Verwaltungssitz befand sich im Ort L’Île-Bouchard.

## Historische Entwicklung
Mit Wirkung vom 1. Januar 2017 fusionierte der Gemeindeverband mit
- Communauté de communes du Pays de Richelieu sowie
- Communauté de communes de Sainte-Maure-de-Touraine

und bildete so die Nachfolgeorganisation Communauté de communes Touraine Val de Vienne. Abweichend davon wechselten die Gemeinden Anché und Cravant-les-Côteaux zur Communauté de communes Chinon, Vienne et Loire.

## Ehemalige Mitgliedsgemeinden
1. Anché
2. Avon-les-Roches
3. Brizay
4. Chezelles
5. Cravant-les-Côteaux
6. Crissay-sur-Manse
7. Crouzilles
8. L’Île-Bouchard
9. Panzoult
10. Parçay-sur-Vienne
11. Rilly-sur-Vienne
12. Sazilly
13. Tavant
14. Theneuil
15. Trogues